# Джан Клийна
Ян Клайн (на английски: Jan Kleyna) е изследовател кандидат на астрономическите науки в Института за астрономия към Хавайския университет. Неговата област на интерес е динамиката на галактиката и също така той работи с Дейвид Джуит за развиването на кодове за засичане в реално време на движещи се обекти като естествените спътници на Юпитер. Също така е съоткривател на някои от луните на Сатурн.